# フィリップ＝ポール・ド・セギュール

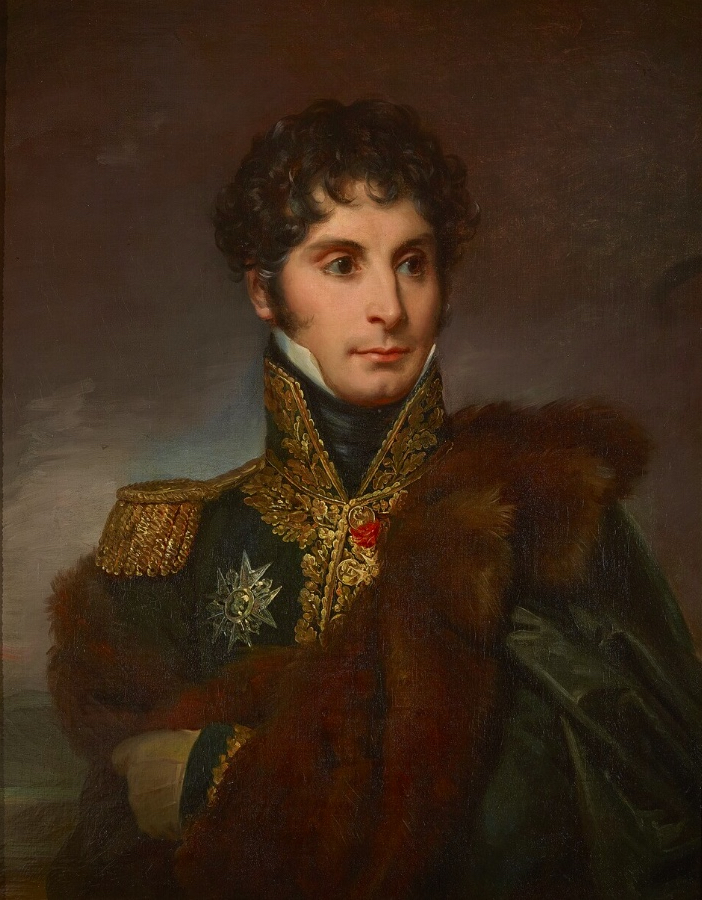
セギュール伯爵フィリップ・ポールの肖像画、フランソワ・ジェラール作。

セギュール伯爵フィリップ＝ポール（フランス語: Philippe-Paul, comte de Ségur、1780年11月4日 パリ - 1873年2月25日）は、フランスの軍人、歴史家。

## 生涯
ルイ＝フィリップ・ド・セギュール伯爵の息子として、1780年11月4日にパリで生まれた。1800年に騎兵としてフランス軍に入隊、1800年から1801年にかけてジャック・マクドナル将軍率いるグリゾン方面軍で従軍した後、1802年にその戦役の記録を出版した。ジェロー・デュロック大佐の助けもありナポレオン・ボナパルト直属の部下になると、フランス第一帝政における重要な戦役のほぼ全てに参加した。第四次対仏大同盟戦争中の1807年のポーランド戦役でロシア軍の捕虜になったが、ティルジットの和約による捕虜交換で釈放された。1808年11月30日のソモシエラの戦いで騎兵を率いて突撃して戦功を立てたことで大佐に昇進したが、戦傷によりフランスへの帰国を余儀なくされた。1812年ロシア戦役では准将として参戦、1813年から1814年の第六次対仏大同盟戦争でも1813年10月のハーナウの戦いや1814年3月のランスの戦いなど度々戦功を立てた。第一次王政復古の後もフランス軍に残ったが、1815年のナポレオンの百日天下でナポレオン側に寝返ったため1818年まで引退を余儀なくされ、1830年の七月革命まで引退生活を送った。
七月王政が成立すると、セギュールは1831年に少将と伯爵に叙され、1847年にレジオンドヌール勲章グランクロワを授与された。また1830年にはアカデミー・フランセーズ会員に選出された。1848年革命で七月王政が崩壊すると再び引退、1873年2月25日にパリで死去した。

## 著作
1818年から1830年までの引退中は著述業に専念してNapoléon et de la grande armée pendant l'année 1812（『1812年のナポレオンと大陸軍』、パリ、2巻、1824年）を書いた。この著作ではナポレオンが悪く書かれたため、セギュールはガスパール・グールゴ将軍に決闘を申し込まれ負傷した。ほかにもHistoire de Russie et de Pierre le Grand（『ロシアとピョートル大帝の歴史』、1829年）とHistoire de Charles VIII.（『シャルル8世の歴史』、2巻、1834年 - 1842年）を著し、死後にHistoire et mémoires（『歴史と回想録』、8巻、1873年）が出版された。